# Clinocottus globiceps
Clinocottus globiceps är en fiskart som först beskrevs av Girard, 1858.  Clinocottus globiceps ingår i släktet Clinocottus och familjen simpor. IUCN kategoriserar arten globalt som livskraftig. Inga underarter finns listade i Catalogue of Life.